# Църничани (община Могила)
 Тази статия е за битолското село.  За дойранското вижте Църничани (община Дойран).  
Църничани (на македонска литературна норма: Црничани) е село в южната част на Северна Македония, в община Могила.

## География
Селото е разположено на 690 m надморска височина, в областта Пелагония, на 24 km североизточно от град Битоля и на 14 km от общинския център Могила, в югоизточната част на общината.

## История
Църквата в селото „Рождество Богородично“ е изградена в XVIII век. Църквата „Света Петка“ е върху раннохристиянска базилика.
В XIX век Църничани е село в Прилепска кааза на Османската империя. В „Етнография на вилаетите Адрианопол, Монастир и Салоника“, издадена в Константинопол в 1878 година и отразяваща статистиката на населението от 1873 година, Църничани (Tzarnitchani) е посочено като село с 25 домакинства и 140 жители българи.
Според статистиката на Васил Кънчов („Македония. Етнография и статистика“) от 1900 година Църничани има 256 жители, от които 240 българи християни и 16 цигани.
На Етнографската карта на Битолския вилает на Картографския институт в София от 1901 година Църничани е чисто българско село в Битолската каза на Битолския санджак с 23 къщи.
В началото на XX век населението на селото е под върховенството на Българската екзархия. По данни на секретаря на екзархията Димитър Мишев („La Macédoine et sa Population Chrétienne“) през 1905 година в Църничани има 144 българи екзархисти.
Българското екзархийско село пострадва от нападения на гръцки андартски чети - в 1905 година андарти опожаряват 10 къщи на селото.
При избухването на Балканската война в 1912 година 1 човек от селото са доброволец в Македоно-одринското опълчение.
По време на българското управление на Вардарска Македония през Първата световна война Църничани е част от Добрушевска община в Битолска селска околия и има 222 жители.
В 1965 година селото има 295 жители. Населението на селото намалява вследствие на емиграция към Битоля, Скопие, Прилеп, Европа и презокеанските земи.
Според преброяването от 2002 година селото има 41 жители, всички северномакедонци.
| Националност     | Всичко |
| северномакедонци | 41     |
| албанци          | 0      |
| турци            | 0      |
| цигани           | 0      |
| власи            | 0      |
| сърби            | 0      |
| бошняци          | 0      |
| други            | 0      |